# Bruna Caram
Bruna Caram (Avaré, 26 de julho de 1986) é uma cantora, compositora e atriz brasileira.

## Biografia
A influência musical de Bruna vem do berço. Sua avó materna, Maria Piedade, era cantora de rádio nos anos 50. Seu avô paterno, Jamil Caram - de ascendência libanesa - foi violonista de choro. Bruna cresceu rodeada de cantores, compositores e instrumentistas de todos os tipos. Ela estudou piano desde os sete anos de idade. Aos nove anos passou a fazer dos Trovadores Mirins e em seguida do Trovadores Urbanos. É formada em Música pela Unesp desde 2010 e toca piano, violão, cavaquinho e acordeon.

## Carreira
O primeiro álbum, lançado em dezembro de 2006 foi chamado Essa Menina. O disco é uma mistura de baladas, blues, pop e bossa nova. As músicas foram compostas por Otávio Toledo e seus parceiros musicais, José Carlos Costa Netto e Juca Novaes e produzidas por Alexandre Fontanetti.
Seu segundo álbum, Feriado Pessoal também produzido por Alexandre Fontanetti foi lançado em 2009. A faixa título foi escrita por Bruna. Outras canções foram escritas por Lô Borges (Quem Sabe Isso Quer Dizer Amor), Guilherme Arantes (Cuide-se Bem) e Caetano Veloso (Gatas Extraordinárias). 
Em 1 de julho 2012 Bruna lançou seu terceiro álbum Será Bem-Vindo Qualquer Sorriso.
Em 2017, estreia como atriz na TV participando da minissérie Dois Irmãos. Seu papel é o da misteriosa Rânia, irmã dos gêmeos vividos por Cauã Reymond.

## Filmografia
| Ano  | Título      | Personagem | Notas       | Ref.  |
| ---- | ----------- | ---------- | ----------- | ----- |
| 2017 | Dois Irmãos | Rânia      | Coadjuvante | [ 5 ] |

## Discografia

### Álbuns
| Ano  | Título                            | Gravadora     | Mídia | BRA Certification / Sales |
| ---- | --------------------------------- | ------------- | ----- | ------------------------- |
| 2006 | "Essa Menina"                     | Dabliú Discos | CD    | 1.000                     |
| 2009 | "Feriado Pessoal"                 | Dabliú Discos | CD    | 5.000                     |
| 2012 | "Será Bem-Vindo Qualquer Sorriso" | Independente  | CD    | 1.000                     |
| 2016 | "Multialma"                       | Independente  | CD    | 1.000                     |
| 2019 | "Alívio"                          | Independente  | CD    |                           |

### Músicas
| Ano  | Faixa | Música                      | Compositor                       | Álbum       | BRA Hot 100 | BRA Year End |
| ---- | ----- | --------------------------- | -------------------------------- | ----------- | ----------- | ------------ |
| 2006 | 1     | Cavaleiro Andaluz [vinheta] | Otávio Toledo e J.C. Costa Netto | Essa Menina | -           | -            |
| 2006 | 2     | Signo de Câncer             | Otávio Toledo                    | Essa Menina | -           | -            |
| 2006 | 3     | Palavras do Coração         | Otávio Toledo e J.C. Costa Netto | Essa Menina | -           | -            |
| 2006 | 4     | Cavaleiro Andaluz           | Otávio Toledo e J.C. Costa Netto | Essa Menina | -           | -            |
| 2006 | 5     | Sensação                    | Otávio Toledo e J.C. Costa Netto | Essa Menina | -           | -            |
| 2006 | 6     | Canta Comigo                | Otávio Toledo e Juca Novaes      | Essa Menina | -           | -            |